# Ruchliwość strategiczna
Ruchliwość strategiczna – zdolność przemieszczania się związków operacyjnych i zgrupowań strategicznych na określone teatry działań wojennych i teatry wojny lub w ramach tych teatrów w celu wykonywania zadań strategicznych. Ruchliwość strategiczną osiąga się przez przerzucanie wojsk różnymi rodzajami transportu (drogowym, kolejowym, powietrznym i morskim).